# Elección de liderazgo del Partido Liberal Democrático de Japón de 2020
La elección de liderazgo del Partido Liberal Democrático de Japón de 2020 se realizó el 14 de septiembre, tres días antes de la sesión de la Dieta Nacional para elegir a un nuevo primer ministro. Programado inicialmente para realizarse en septiembre de 2021, fue adelantado por el anuncio de renuncia del presidente incumbente del partido y primer ministro Shinzo Abe, el 28 de agosto de 2020, aduciendo problemas de salud.
Esta elección tuvo como fin completar el período de Abe como presidente del partido, así también tuvo una relevancia ya que como el partido es mayoritario en la Dieta, derivó en la elección del futuro primer ministro japonés.
El 14 de septiembre fue elegido el Secretario Jefe del Gabinete Yoshihide Suga como nuevo presidente del partido con 377 votos de miembros de la Dieta Nacional y representantes de las prefecturas.

## Candidatos

### Declarados
- Shigeru Ishiba, segundo lugar en las elecciones de 2012 y 2018; miembro de la Cámara de Representantes por el primer distrito de Tottori; exministro de Defensa (2006-2007) y exministro de Superación de la Declinación de la Población y Vitalización de la Economía Local (2014-2016).[7]
- Fumio Kishida, actual presidente del Consejo de Investigación de Políticas del PLD, miembro de la Cámara de Representantes por el primer distrito de Hiroshima; exministro de Asuntos Exteriores (2012–2017).[7]
- Yoshihide Suga, Secretario Jefe del Gabinete, miembro de la Cámara de Representantes por el segundo distrito de Kanagawa; exministro de Asuntos Internos y Comunicaciones (2006-2007).[7][8][9]

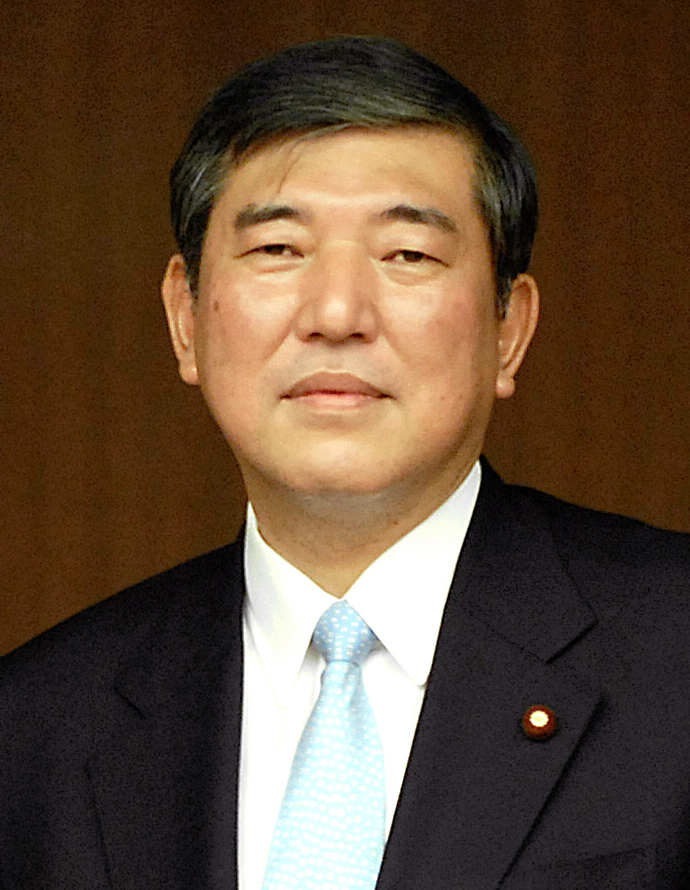
Exministro de Defensa (2007–2008) Shigeru Ishiba
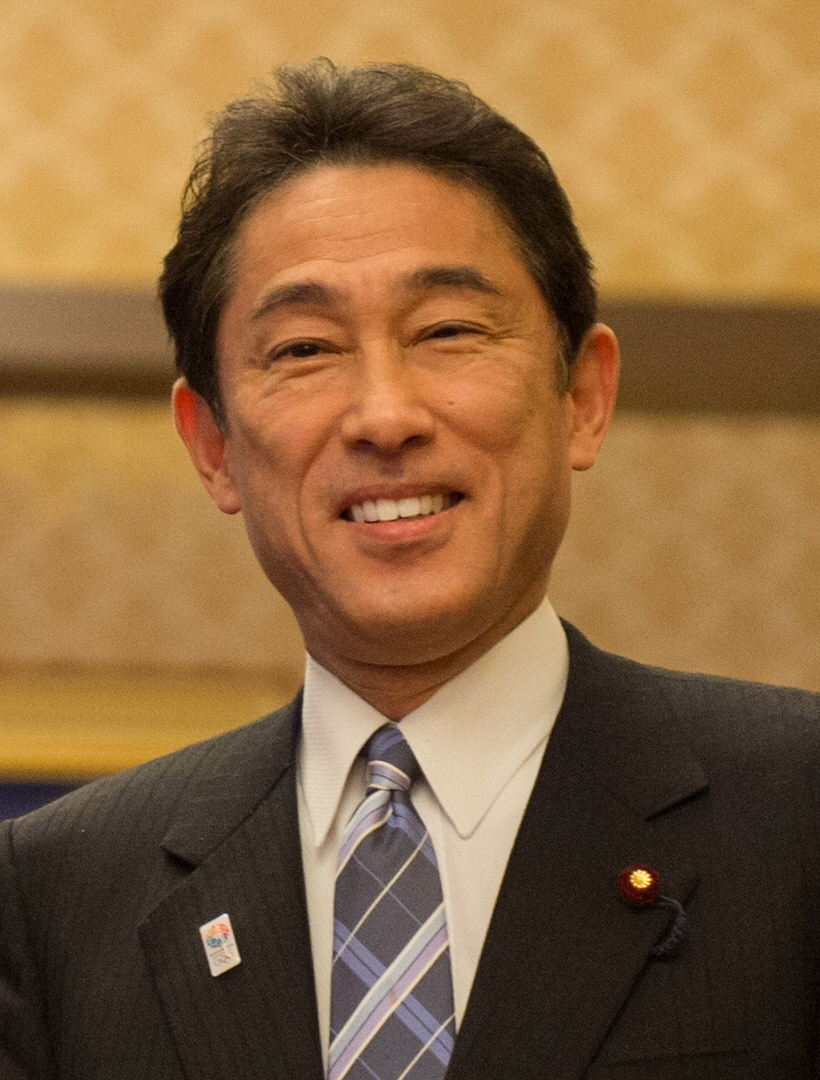
Exministro de Asuntos Exteriores (2012–2017) Fumio Kishida
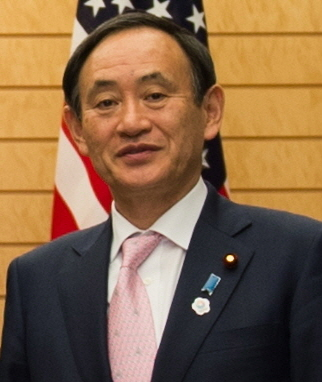
Secretario Jefe del Gabinete (2012–presente) Yoshihide Suga

## Resultados
| Candidato | Candidato      | Miembros de la Dieta | Miembros de la Dieta | Representantes de prefectura | Representantes de prefectura | Total de puntos | Total de puntos |
| Candidato | Candidato      | Votos emitidos       | %                    | Votos emitidos               | %                            | Total de votos  | %               |
| --------- | -------------- | -------------------- | -------------------- | ---------------------------- | ---------------------------- | --------------- | --------------- |
|           | Yoshihide Suga | 288                  | 73.2%                | 89                           | 73.2%                        | 377             | 70.6%           |
|           | Fumio Kishida  | 79                   | 20.1%                | 10                           | 6.8%                         | 89              | 16.6%           |
|           | Shigeru Ishiba | 26                   | 6.6%                 | 48                           | 32.6%                        | 68              | 12.7%           |
| Total     | Total          | 394                  | 100%                 | 141                          | 100%                         | 535             | 100%            |